# Karl Molitor
Karl Molitor (Wengen, 20 de junio de 1920 - Grindelwald, 25 de agosto de 2014) fue un esquiador suizo y medallista olímpico en los Juegos Olímpicos de Sankt-Moritz 1948.

## Biografía
En 1939 participó en el Campeonato Mundial de Esquí Alpino de 1939 celebrado en Zakopane, donde ganó la medalla de bronce en la modalidad de descenso. Nueve años después esquió en los Juegos Olímpicos de Sankt-Moritz 1948. En el eslalon quedó en octava posición al quedarse a 3,4 segundos de la medalla de bronce. Sin embargo, en la modalidad de descenso si obtuvo medalla al quedar en tercera posición, compartiendo medalla con Rolf Olinger al hacer el mismo tiempo. En el combinado tuvo más suerte, consiguiendo la medalla de plata, quedando a medio segundo de la medalla de oro.
Falleció el 25 de agosto de 2014 en Grindelwald a los 94 años de edad.